# Trichocolletes avialis
Trichocolletes avialis  is een vliesvleugelig insect uit de familie Colletidae. 
De soort komt voor in de noordelijke helft van Australië, in dorre gebieden.